# (12229) Paulsson
(12229) Paulsson est un astéroïde de la ceinture principale.

## Description
(12229) Paulsson est un astéroïde de la ceinture principale. Il fut découvert le 17 octobre 1985 à l'observatoire Kvistaberg par Claes-Ingvar Lagerkvist. Il présente une orbite caractérisée par un demi-grand axe de 2,25 UA, une excentricité de 0,16 et une inclinaison de 4,6° par rapport à l'écliptique.

## Compléments